# Peter Bell
Pour les articles homonymes, voir Bell.
Peter Bell (1889-1939) est un homme politique allemand (NSDAP). Il est député au Reichstag du Reich allemand et la Diète prussienne.

## Biographie
Bell naît à Metz le 15 juillet 1889, pendant la première annexion. Il est scolarisé à Cologne et poursuit ses études à  Düsseldorf et Munich. Il étudie les sciences humaines à Munich de 1911 à 1914. Au début de la Première Guerre mondiale, il s'engage comme volontaire dans le 1er régiment d'infanterie bavarois.
Après la Première Guerre mondiale, en 1920, il obtient un doctorat à l'université technique de Munich. Il est nommé professeur d'école à Deux-Ponts en Sarre, puis dans le district du Palatinat. En 1923, il est nommé professeur à l'école de Cham dans le Haut-Palatinat. Le 1er mars 1931, Bell rejoint le NSDAP, où il représente sa circonscription. Il est élu au conseil municipal de Cham en 1933. De 1933 à 1936, Peter Bell est le chef de district du parti nazi à Viechtach. 
À partir de 1933, Bell est également membre du conseil de district de Basse-Bavière, Haut-Palatinat. Il sera ensuite nommé Gauamtsleiter en Bavière-Orientale. En avril 1937, Peter Bell est nommé professeur à la Realschule de Neubourg. Peter Bell décède en septembre 1939 à Neubourg.

## Sources
- Joachim Lilla : Statisten in Uniform. Die Mitglieder des Reichstags 1933–1945. Droste Verlag, Düsseldorf 2004,
- Erich Stockhorst : 5000 Köpfe – Wer war was im Dritten Reich. Arndt, Kiel 2000